# الساندرو بووو
الساندرو بووو (ایتالیایی: Alessandro Bovo؛ زادهٔ january ۱, ۱۹۶۹ (۵۶ سال)) بازیکن واترپلو اهل ایتالیا است.
وی همچنین برندهٔ جوایزی همچون نشان شایستگی از جمهوری ایتالیا شده‌است.
وی در مسابقات کشوری و بین‌المللی در مجموع برندهٔ ۵ مدال طلا، ۱ مدال نقره، ۱ مدال برنز شده‌است.